# Stefaniola clavifaciens
Stefaniola clavifaciens är en tvåvingeart som först beskrevs av Marikovskij 1953.  Stefaniola clavifaciens ingår i släktet Stefaniola och familjen gallmyggor.
Artens utbredningsområde är Kazakstan. Inga underarter finns listade i Catalogue of Life.